# Polydor

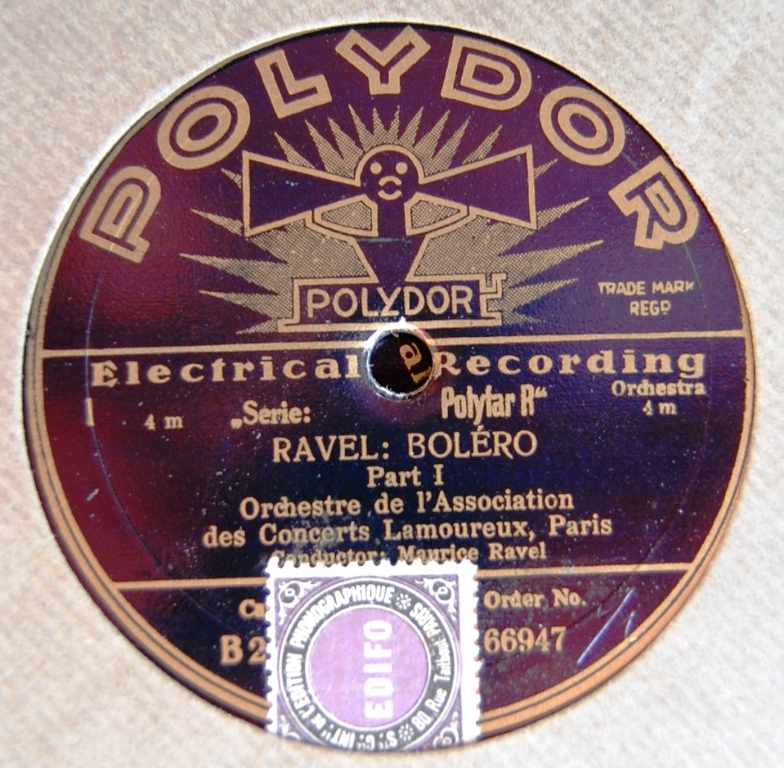
Polydorutgåva från 1930 av Maurice Ravels komposition Boléro med kompositören själv som dirigent.

Polydor Ltd. är ett tyskt skivbolag, grundat 1924. Namnet Polydor skapades från antik grekiskan πολύ polý "många" och δῶρον dōron "gåva", alltså "många gåvor".

## Historik
Redan 1914 lät Polyphon-Musikwerke AG i Leipzig registrera varumärket Polydor för musikinstrument, fonografrullar, skivor och avspelningsapparater. Polyphon-Musikwerke tillverkade kring sekelskiftet 1900 bland annat musikautomater och plåtskivespeldosor som salufördes under namnet Polyphon. I april 1917 förvärvade Polyphon-Musikwerke Deutsche Grammophon. 
Polydoretiketten lanserades sommaren 1924 av Deutsche Grammophon. Märket lanserades delvis med tanke på export eftersom Deutsche Grammophon av upphovsrättsliga skäl inte kunde använda sin ordinarie etikett (identisk med brittiska His Master's Voices) utanför Tyskland. I Sverige (och övriga Skandinavien?) såldes Polydors inspelningar under 1920- och det tidiga 1930-talet dock under namnvarianten Polyphon.
Polydor utmärkte sig tidigt som ett märke för främst populärmusik, och bland framträdande artister på etiketten under 1920-talet märktes dansorkesterledare som Paul Godwin, Efim Schachmeister och Lud Gluskin. Också vissa amerikanska, mer jazzinriktade orkesterledare verksamma i Tyskland vid denna tid gjorde inspelningar för Polydor, däribland Arthur Briggs och Alex Hyde. Under andra världskriget var bland annat Lutz Templin en populär orkesterledare på Polydor.
Ett nordiskt dotterbolag bildades först i Köpenhamn 1920, Nordisk Polyphon AS. Svenska Nordiska Polyphon AB bildades den 15 februari 1923 i Stockholm. Chef för den svenska verksamheten var Knud H. Bruun. Inspelningschef 1926–1931 var Helge Lindberg, året därefter var det Peva Derwin och Curt Ekeroth tillsammans. Därefter var Ekeroth ensam inspelningschef fram till att svenska inspelningar upphörde i november 1933. Då hade man från 1933 övergått till etikettnamnet Polydor. Bolaget trädde i likvidation den 31 augusti 1934, och svenska representationen för Polyphon övergick till The Decca Scandinavian Agency. Bland svenska artister som gjorde inspelningar för Polydor/Polyphon (såväl i Berlin som i Stockholm) märks Hilmer Borgeling, Peva Derwin, Helge Lindberg, Thor Modéen och Sam Samson.
I Finland leddes bolagets lokala studioorkester i slutet av 1920-talet av dirigenten Erkki Linko.
I början av 1961 skrev Polydor kontrakt med några engelsmän som spelade på olika klubbar i Hamburg, Tony Sheridan och The Beatles. På singeln My Bonnie 1961 kallades dock The Beatles - liksom Sheridans övriga kompgrupper - i stället för The Beat Brothers.
Förvärvade på 1960-talet skivbolaget Karusell, grundat 1953 i Sverige av Carl-Gustaf Niren med Simon Brehm som kompanjon och delägare kort därefter.. År 1972 sammanslogs Polydor med Phonogram till PolyGram. Namnet Karusell förtyskades till Karussell. Bolaget är idag en del av Universal Music.